# Грешневиков, Анатолий Константинович
Анатолий Константинович Грешневиков (25 апреля 1935, Ленинград — 4 сентября 1991) — советский учёный-электрофизик. Лауреат Государственной премии СССР.

## Биография
Окончил Ленинградский политехнический институт им. М. И. Калинина по специальности инженер-электрофизик (1959). Три года работал там же (младший научный сотрудник).
В 1962—1991 инженер, начальник отдела, зам. главного конструктора, первый зам. генерального директора — главный конструктор НПО «Импульс» (ОКБ «Импульс» МОМ) (Ленинград).

## Научная деятельность
Участвовал в разработке методов и аппаратуры передачи информации по каналам связи для основной, дублирующей и резервной АСУ РВСН. Руководил работами по созданию новых методов и средств защиты информации в системах. Один из основоположников советской научно-технической школы передачи и защиты информации.
Получил 34 авторских свидетельства на изобретения.

## Награды и звания
Кандидат технических наук (1967), доктор технических наук (1988), профессор (1990).
Лауреат Государственной премии СССР (1977).
Награждён орденами Октябрьской Революции, Трудового Красного Знамени, медалями.